# Karina Oliani
Karina Oliani (São Paulo, 14 de maio de 1982) é uma médica, atleta e apresentadora de televisão brasileira. Em 2013 foi a mais jovem brasileira a escalar o Monte Everest, foi também a primeira mulher sul-americana a escalar o Everest por suas duas faces. Ela foi a primeira brasileira a escalar o K2. Ela também é bicampeã brasileira de wakeboard e snowboard. Apresentou o programa Missão Extrema com Karina Oliani no canal Discovery Brasil. , o programa Desafio Celebridades do Discovery Brasil Também foi a fundadora e a 1a presidente da ABMAR (Associação Brasileira de Medicina de Áreas Remotas). Karina Oliani é formada em medicina, com especialização em Wilderness Medicine (Medicina e Resgate em Áreas Remotas) pela WMS no Estados Unidos e especializada em Medicina de Urgência e Emergência pelo Hospital Albert Einstein.

## Biografia
Natural de São Paulo, desde pequena Karina tem um grande fascínio por atividades que envolvam aventura e adrenalina. Aos 12 anos fez seu primeiro salto de paraquedas (duplo) e concluiu seu curso de mergulho autônomo. E em 1999, aos 17 anos, já era bicampeã brasileira de wakeboard. Além dos citados acima, Karina já praticou, ou ainda pratica, muitos outros esportes, entre eles escalada em rocha, motocross, canoagem, stand-up paddle, rapel, hipismo, surf, corridas de orientação, kitesurf, sandboard, esqui aquático, esqui alpino, snowboard, montanhismo, asa-delta, paraquedismo e bungee jump. Karina ainda é piloto privado de helicóptero e tem licença da ANAC (Agência Nacional de Aviação Civil). Durante as práticas e competições de esportes de aventura, Karina sempre foi uma aluna empenhada e uma das coisas que a faz mais feliz é poder ajudar as pessoas. Foi por esse motivo que, em 2000, ingressou na Faculdade de Medicina para trabalhar com emergências e resgates. No mesmo ano, começou a trabalhar como instrutora de mergulho nos finais de semana, só parando em 2006, quando começou a apresentar o quadro Rolé, da SporTV, dentro do programa Zona de Impacto, por onde ficou dois anos.
Após seu trabalho como apresentadora na SporTV nos anos de 2006/2007, Karina viajou para os Estados Unidos para se especializar em uma área médica até então desconhecida no nosso país e que tinha tudo a ver com o que ela sempre amou: Wilderness Medicine. Hoje, Karina é a única médica da América Latina a ter o título de especialista em medicina de emergência e resgate em áreas remotas. Em 2007, fundou, juntamente com seu sócio, a Medicina da Aventura, entidade médica da qual hoje é a presidente e que tem como principal objetivo divulgar e fortalecer este novo conceito médico no Brasil. Nos anos seguintes, Karina dedicou-se também a produzir, dirigir e apresentar seus programas, criando, em 2009, sua própria produtora, a Pitaya Filmes.
Nos anos seguinte apresentou em canais como Multishow (Programa Extremos), Rota Radikal quadro dentro do programa Esporte Fantástico (Rede Record) e Faustão (TV Globo). Em 2013 produziu e dirigiu a série Do Jeito Delas do Canal OFF (Globosat), onde realizou diversas aventuras extremas em 7 países como México, Bahamas e Suíça junto de sua irmã Nathali Oliani. Ainda em 2013 estreou sua série de documentários sobre sua expedição ao topo do mundo, chamado Especial Everest também do Canal OFF (Globosat). Já fez matérias de suas aventuras para o Fantástico (Rede Globo), como o mergulho com tubarões brancos e sua expedição ao topo do Mundo, Everest. Participou de programas tradicionais da televisão brasileira como Encontro com Fátima Bernardes (Rede Globo), Altas Horas (Rede Globo), Programa do Jô ( Rede Globo), Esporte Espetacular (Aventuras Urbanas) , Tá na área (SporTV), Idas e Partidas (GNT), Amaury Jr. ( Rede TV), Zona de Impacto ( SporTV), Primeiro Tempo (BandSports).
Karina é a atual presidente do Instituto Dharma e é a coordenadora médica das expedições voluntárias dessa instituição.

## Televisão
Apresentadora da série "Missão Extrema com Karina Oliani" | 2015

Série sobre viagens a lugares remotos para viver, trabalhar, comer e dormir como as pessoas locais, em condições extremas. Transmitido pelo canal Discovery Brasil.
Apresentadora da série "Expedição Islândia" | 2014

Programa sobre as aventuras encontradas na Islândia, transmitido pelo Canal OFF.
Apresentadora da série de documentários "Especial Everest" | 2013

Série de documentários sobre a escalada da atleta ao Monte Everest, transmitido pelo Canal OFF.
Apresentadora do programa "Do Jeito Delas" | 2013

Programa sobre aventuras extremas realizadas por Karina e sua irmã, transmitido pelo Canal OFF.
Apresentadora do programa "Extremos" | 2011 a 2012

Programa sobre viagens e aventuras, apresentado por Karina e transmitido pelo canal Multishow.
Colaboradora do programa "Esporte Fantástico" | 2009

Apresentadora do quadro "Rota Radikal" no Programa Esporte Fantástico, transmitido pela TV Record.
Colaboradora do Programa Zona de Impacto | 2005 a 2007

Apresentadora do quadro "Rolé" no Programa Zona de Impacto , transmitido pela SporTV.

## Colaborações
Jornais

Folha de S.Paulo, O Globo, Estado de São Paulo, Gazeta Mercantil, Diário Popular, Correio Brasiliense, O Dia, Diário, Agora SP, entre outros.
Revistas

Veja, Veja São Paulo, Isto É, Época, Claudia, Men's Health, Asas, Trip, VIP, Go Outside, entre outras.
Rádio

Band News, 89, CBN, Eldorado, Estadão, entre outras.
Televisão

Rede Globo, Rede Record, Rede Bandeirantes, TV Cultura, Multishow, MTV, Canal Off, GNT, entre outras.

## Livro
Karina é co autora do livro Dharma: Índia e Nepal; Duas Fronteiras; Dois Olhares, junto com o publisher paulista Andrei Polessi. 

O livro é resultado de um trabalho maior, com objetivo solidário. Todo lucro com a venda do livro foi utilizado para a construção de uma escola na Vila de Pattle, no Nepal. 